# Капоната
Капона́та (італ. caponata, сиц. capunata) — традиційна сицилійська страва, вид овочевого рагу з баклажанів, тушкованих разом з іншими овочами: цибулею, помідорами (або томатним соусом), селерою та ін., з додаванням оливок і каперсів.
Використовується в гарячому вигляді як самостійна страва, гарнір, або ж в холодному вигляді як закуска.

## Етимологія
Назву часто зводять до слова capone, яким в деяких частинах Сицилії називають золоту макрель. Прихильники цієї версії припускають, що спочатку капоната була стравою з риби в кисло-солодкому соусі, але згодом макрель замінили на більш економічні баклажани.
За іншою версією, слово походить від латинського caupona — трактир.

## Складники
Основними складниками капонати є обсмажені баклажани, очищені томати або томатний соус, цибуля, стеблова селера, оливкова олія, солоні оливки та каперси. Для додання кисло-солодкого відтінку використовують винний оцет і цукор або мед. Готову капонату часто посипають нарізаною зеленню, перш за все, базиліком.
На Сицилії існують різновиди капонати, що використовують ще й інші складники: солодкий перець, огірки, картоплю, кедрові горішки або мигдаль.

## Авторські рецепти
Авторські рецепти капоната пропонують у своїх книгах багато відомих кулінарів, як-от Гордон Рамзі  та Джеймі Олівер.